# Пали (Ленинградская область)
Пали — деревня в Кисельнинском сельском поселении Волховского района Ленинградской области.

## История
На карте Санкт-Петербургской губернии Ф. Ф. Шуберта 1834 года обозначена деревня Пали состоящая из 23 крестьянских дворов.

ПАЛИ — деревня принадлежит титулярной советнице Дмитриевой, число жителей по ревизии: 60 м. п., 60 ж. п. (1838 год)

На карте профессора С. С. Куторги 1852 года отмечена деревня Пали из 23 дворов.

ПАЛЕЙ — деревня княгини Волконской, по просёлочной дороге, число дворов — 27, число душ — 59 м. п. (1856 год)

ПАЛИ — деревня владельческая при колодцах, число дворов — 27, число жителей: 69 м. п., 73 ж. п.; Часовня православная. (1862 год)

В деревне также проживали староверы-федосеевцы.
Согласно материалам по статистике народного хозяйства Новоладожского уезда 1891 года имение при селениях Чаплино, Пали и Веготы площадью 14 718 десятин принадлежало жене коллежского асессора Н. В. Зуровой, имение было приобретено в 1885 году за 90 000 рублей.
В конце XIX века деревня административно относилась к Песоцкой волости 1-го стана Новоладожского уезда Санкт-Петербургской губернии, в начале XX века — 4-го стана.
По данным «Памятной книжки Санкт-Петербургской губернии» за 1905 год деревня Пали входила в Нурминское сельское общество.

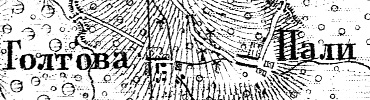
Деревня Пали на карте 1915 года

Согласно военно-топографической карте Петроградской и Новгородской губерний издания 1915 года между деревней Пали и деревней Голтово находились 4 ветряные мельницы.
С 1917 по 1923 год деревня Пали входила в состав Пальского сельсовета Песоцкой волости Новоладожского уезда.
С 1923 года в составе Голтовского сельсовета Шумской волости Волховского уезда.
С 1924 года в составе Чаплинского сельсовета.
С 1926 года вновь в составе Голтовского сельсовета. Согласно данным переписи населения СССР 1926 года в деревне Пали проживали 249 человек — все русские.
С 1927 года в составе Волховского района.
С 1928 года вновь в составе Чаплинского сельсовета. В 1928 году население деревни Пали также составляло 249 человек.
По данным 1933 года деревня Пали входила в состав Чаплинского сельсовета Волховского района.

План деревни Пали. 1941 год

Согласно топографической карте РККА 1941 года деревня насчитывала 41 двор.
В 1958 году население деревни Пали составляло 60 человек.
По данным 1966, 1973 и 1990 годов деревня Пали также входила в состав Чаплинского сельсовета Волховского района.
В 1997 году в деревне Пали Кисельнинской волости проживали 5 человек, в 2002 году — 4 человека (все русские).
В 2007 году в деревне Пали Кисельнинского СП — 3 человека.

## География
Деревня расположена в западной части района близ автодороги 41К-387 (Чаплино — Голтово), к югу от автодороги Р21 (E 105) «Кола» (Санкт-Петербург — Петрозаводск — Мурманск), к востоку и смежно с деревней Голтово.
Расстояние до административного центра поселения — 14 км.
Расстояние до ближайшей железнодорожной станции Войбокало — 24 км.
К востоку от деревни протекает река Речка (Эхма), левый приток реки Елены (Ладожки).

## Демография
| 1862 | 2007 | 2010 | 2017 |
| ---- | ---- | ---- | ---- |
| 142  | ↘3   | ↘0   | ↗6   |

### Национальный состав
Согласно данным Всероссийской переписи населения 2021 года в деревне проживали 11 человек, все русские.